# نظریه بیماری‌های زیموتیک

نمونه ای از نمودار ناحیه قطبی فلورانس نایتینگل (۱۸۲۰–۱۹۱۰). این "نمودار علل مرگ و میر در مورد موضوعات مؤثر بر سلامت، کارایی و اداره بیمارستان ارتش بریتانیا منتشر کرد و در سال ۱۸۵۸ به ملکه ویکتوریا ارسال شد.

نظریه بیماری‌های زیموتیک که در قرن نوزدهم مطرح شد، نظریه‌ای بود که بیان می‌کرد که عامل ایجاد بیماری‌های عفونی و واگیر، موجودی به نام زایم یا مایکروزایم (به انگلیسی: Zyme یا microzym) است که به عنوان موجود سلولی شناخته نمی‌شد. واژهٔ زایم یا مایکروزایم نخستین بار توسط شیمی‌دان و زیست‌شناس فرانسوی پیر ژاک آنتوان بیچامپ بیان شد. این نظریه به ویژه برای توضیح تیفوس، حصبه، آبله، مخملک، سرخک، ایرزیپلاس، وبا، سیاه‌سرفه و دیفتری تدوین شده بود. نظریه بیماری‌های زیموتیک در نهایت در اواخر قرن ۱۹ با کشف میکروب‌ها و بیان نظریه میکروب‌های بیماری‌زا به‌طور کامل منسوخ شد.